# Terence Irwin
Terence Henry Irwin (* 21. April 1947 in Enniskillen, Nordirland, Vereinigtes Königreich) ist ein britischer Philosophiehistoriker auf dem Gebiet der antiken Philosophie und der Geschichte der Ethik.
Irwin erwarb 1969 einen B.A. in Literae humaniores am Magdalen College, Oxford, und setzte seine Studien an der Princeton University bei Gregory Vlastos fort, bei dem er 1973 in Philosophie zum PhD promoviert wurde. Er war bereits seit 1972 Assistant Professor an der Harvard University, wechselte aber 1975 an die Cornell University, an der er von 1982 an Professor of Philosophy, von 1992 an Professor of Classics und von 1995 an Susan Linn Sage Professor of Philosophy and Humane Letters war. 2007 wechselte er als Professor für Philosophiegeschichte an die Universität Oxford, wo er bis zu seiner Emeritierung 2017 zugleich Fellow des Keble College, Oxford war. Irwin ist Mitglied der American Academy of Arts and Sciences (seit 1995) und Fellow der British Academy (seit 2010).
Irwin ist mit der US-amerikanischen Philosophiehistorikerin Gail Fine verheiratet.
Seine Forschungsschwerpunkte sind die Ethik Platons und des Aristoteles sowie die Geschichte der westlichen Ethik überhaupt.

## Schriften (Auswahl)
- Plato’s Moral Theory. The Early and Middle Dialogues. Oxford University Press, Oxford 1977. ISBN 0-19-824614-5
- Plato’s Gorgias (Übersetzung und Anmerkungen). Oxford University Press, Oxford 1979. ISBN 0-19-872087-4
- Aristotle’s Nicomachean Ethics (Übersetzung und Anmerkungen). Hackett Publishing Company, Indianapolis 1985. ISBN 0-915145-65-0
- Aristotle’s First Principles. Oxford University Press, Oxford 1988. ISBN 0-19-824717-6
- Classical Thought. OPUS Series. Oxford University Press, Oxford 1988. ISBN 0-19-219196-9
- Plato’s Ethics. Oxford University Press, Oxford 1995. ISBN 0-19-508644-9
- The Development of Ethics, Vol. 1 (from Socrates to the Reformation). Oxford University Press, Oxford 2007. ISBN 978-0-19-824267-3
- The Development of Ethics, Vol. 2 (from Suarez to Rousseau). Oxford University Press, Oxford 2008. ISBN 978-0-19-954327-4
- The Development of Ethics, Vol. 3 (from Kant to Rawls). Oxford University Press, Oxford 2009. ISBN 978-0-19-957178-9